# Bit.Trip Void
Bit.Trip Void, comercializado como BIT.TRIP VOID, es un bullet hell rítmico desarrollado por Gaijin Games y distribuido por Aksys Games para el servicio de descarga digital WiiWare para la Wii. Fue lanzado en Japón en 2009, y luego en Norteamérica y Europa en 2009 y 2010 respectivamente. Fue diseñado por Alex Neuse y Chris Osborn, y los gráficos fueron diseñados por Mike Roush. Aunque originalmente haya tenido lo que hoy se describiría como audio y gráficos «ruidosos», fueron cambiados para que fueran más minimalistas, una decisión que funcionó bien en conjunto con el diseño minimalista de la interfaz. Neuse diseñó el juego para que quedara a interpretación de los jugadores, pero también dijo que su intención fue adentrarse en la mente del protagonista, Commander Video, y «qué significa tener emociones y espacio personal».
Los jugadores deben controlar un vacío, que representa el final del primer capítulo de Commander Video. Deberán mover el vacío con la palanca del Classic Controller o el Nunchuk en un intento de recolectar todos los bloques negros que aparezcan, haciendo que el vacío crezca. Sin embargo, si choca contra un bloque blanco, el vacío se reducirá a su tamaño regular. Los jugadores también podrán reducir el tamaño del vacío para esquivar los bloques blancos. El juego enfatiza fuertemente sus gráficos y audio de estilo retro, este último compuesto por el músico electrónico Nullsleep. Fue seguido por tres juegos más en la serie, todos desarrollados por Gaijin Games: Bit.Trip Runner, Bit.Trip Fate y Bit.Trip Flux.
Bit.Trip Void ha sido bien recibido tanto antes como después de su lanzamiento; actualmente mantiene un puntaje de 79 y 80.08% en Metacritic y en GameRankings respectivamente. Ha sido elogiado por su audio y gráficos, al igual que por su concepto único y su estilo 8-bit. No obstante, su alto nivel de dificultad ha sido un problema, con IGN citando cómo los bloques negros a veces pueden mezclarse con un fondo negro. IGN y GameSpot se han burlado de la falta de una tabla de clasificaciones. También ha sido una de las recomendaciones del servicio WiiWare por parte de Video Gamer.

## Jugabilidad
Los jugadores controlarán un vacío esférico negro, mientras que bloques negros y blancos vendrán de todas las direcciones de la pantalla en un juego retro moderno, descrito por GameSpot e IGN como un juego bullet hell. Este vacío es controlado con el Nunchuk o el Classic Controller de Wii. Otras versiones utilizan controles distintos, y las versiones de consola utilizan la palanca analógica. Void tiene tres niveles, con dos puntos de control y un jefe al final. Antes de cada nivel, se muestra una cinemática del protagonista Commander Video. Los jugadores tienen la tarea de golpear cada bloque negro, mientras esquivan los blancos. Con cada bloque negro que sea golpeado, el vacío crecerá, al igual que el combo del jugador, incrementando aún más el puntaje con cada incremento del combo. Sin embargo, en caso de que el vacío impacte con un bloque blanco, se perderá el crecimiento del vacío y el combo volverá a cero. El vacío podrá crecer hasta el punto de ocupar gran parte de la pantalla. A veces, el tamaño será demasiado para poder evitar bloques blancos. Esto obliga a los jugadores a regresar al tamaño regular pulsando un botón, sin el castigo de perder su combo. Cuando el vacío regresa a su tamaño original, a menudo será acompañado con un impacto que liberará bloques del vacío.
Ocasionalmente, se obtendrá la capacidad de repeler bloques blancos, que resultará primordial en algunas ocasiones. Golpear frecuentemente bloques blancos o fallar bloques negros enviará al vacío al netherworld. Si sigue así, el jugador recibirá un game over y deberá empezar de nuevo desde el último punto de control. Tras perder o ganar un nivel, se mostrará el puntaje, que quedará registrado en caso de ser de los más altos. La información de la interfaz, como el puntaje y el combo, se mostrará en el fondo. Podrán jugar de dos a cuatro jugadores a la vez, con cada vacío conectado con los demás, de modo que cualquier bloque blanco que golpee un vacío afectará al resto.

## Desarrollo y lanzamiento
Bit.Trip Void fue desarrollado por Gaijin Games y distribuido por Aksys Games para el servicio de descarga digital WiiWare para la Wii. Fue lanzado en Japón el 27 de octubre de 2009, y luego en Norteamérica y Europa el 23 de noviembre de 2009 y el 5 de marzo de 2010 respectivamente. Fue anunciado junto con su propio sitio web. Está producido por Alex Neuse, ilustrado por Mike Roush, y su banda sonora está compuesta por Nullsleep. En un principio, se planeó utilizar el puntero del Wii Remote para controlar al vacío, que se agrandaría y achicaría dependiendo de qué tan cerca se encontrara el puntero de la barra sensor de la Wii. Sin embargo, Neuse sintió que «rompería la idea del flujo del movimiento por el que se esfuerza la consola». Además, la mecánica de ajustar el tamaño con la distancia de la barra sensor resultó demasiado complicada, por lo que decidieron optar por el Nunchuk. Gracias a la mayor libertad de movimiento del juego comparado con sus predecesores Bit.Trip Beat y Bit.Trip Core, Neuse pudo diseñar niveles con patrones de bloques viniendo de todas las direcciones.
Los gráficos y el audio fueron diseñados inicialmente para ser complejos, pero los desarrolladores sintieron que eran demasiado «ruidosos». Como resultado, los volvieron más simplificados y minimalistas. Él describió la versión actual como «blanco y negro sobre un fondo de un atardecer»; y la versión anterior, como «colores de medianoche». Roush no se encontraba satisfecho con el diseño anterior, sintiendo que no tenía nada emocionante, lo que llevó al diseño actual. El juego fue diseñado sin una interfaz, una idea que tuvieron desde un comienzo. Aunque hayan tenido menos tiempo para completarlo, debido a la E3 2009, lo consideraron su juego más fácil de desarrollar de aquel entonces. En cuanto a la discusión sobre los significados detrás de Void, Neuse explica que Void «se adentra en su mente, y qué significa tener emociones y espacio personal. No solo qué significa tener aquellas cosas, pero cómo usarlas y abusarlas». No obstante, dijo que esta fue solamente su intención, y que quiso dejarlo a interpretación de los jugadores. Un nivel con temática de Void fue presentado en el lanzamiento de iOS de Bit.Trip Beat. Bit.Trip Void fue designado como el final de un capítulo de juegos consistiendo de él y sus predecesores. Sin embargo, en su revelación, Gaijin Games dijo que «Cuando un capítulo termina, otro comienza...». Este juego fue seguido por tres juegos más, llamados Bit.Trip Runner, Bit.Trip Fate y Bit.Trip Flux.
El juego fue posteriormente empaquetado con otros cinco juegos de Bit.Trip en Bit.Trip Complete para la Wii en 2011. Un port de Nintendo Switch fue lanzado el 25 de diciembre de 2020.

## Recepción

### Prelanzamiento
Stephen Totilo de Kotaku llamó a los controles los más cómodos de la serie. Elogió al juego por sus gráficos, su sonido, y por ser el más «gamer-friendly». Levi Buchanan de IGN se vio a sí mismo «enganchado» en Void tras jugarlo en la Penny Arcade Expo en 2009, citando la estética retro. Sophia Tong de GameSpot lo encontró fácil de jugar en un largo período de tiempo gracias a su implementación de puntos de control, llamándolo tan atractivo como los otros.

### Poslanzamiento
Desde su lanzamiento, Bit.Trip Void ha tenido una recepción generalmente positiva, alcanzando un puntaje de 79 y 80.08% en Metacritic y GameRankings respectivamente. Daemon Hatfield de IGN elogió los gráficos y música del tipo Atari 2600, en particular la capacidad del jugador de poder contribuir. Aunque la apariencia del juego le resultara elegante, le pareció difícil seguir los bloques negros cuando el fondo se tornaba del mismo color. También se burló de la falta de tablas de clasificación, comentando que «se está volviendo cada vez menos aceptable pasar por alto lo más básico de las funciones en línea». Lark Anderson de GameSpot aclamó a Void por convertir a lo que era tradicionalmente difícil en algo más tolerante, con la implementación de puntos de control y continuaciones, al igual que su mecánica «riesgo-vs-recompensa», la cual él describe como un «giro refrescante» en el género bullet hell. Sin embargo, al igual que a Hatfield, le pareció un fallo la falta de tablas de clasificación, añadiendo que el número de niveles le pareció pequeño.
James Orry de Video Gamer lo nombró en sus recomendaciones de WiiWare, particularmente para los lectores que buscaran algo «un poco diferente». Kristan Reed de Eurogamer lo describió como un «viaje profundamente desquiciado al reino de la acción rítmica chiptune». Reed, no obstante, lo ha descrito como difícil, y que el juego le parece un «viaje brusco», aun teniendo puntos de control. Mike Fahey de Kotaku llamó a los fondos psicodélicos, y aclamó a Gaijin Games por crear «juegos modernos atractivos con sensibilidades de 8-bit». Stella Wong de Destructoid lo llamó una entrega estelar en la serie, elogiando su atmósfera. Ella sintió que el audio fue menos prominente que en Bit.Trip Core, comparándolo con Rez. La revista oficial de Nintendo lo describió como «magia increíblemente retro». Aunque a Ngamer le pareciera un «perro de un solo truco», llamó a la idea «genial» y «bien ejecutada».